# Eugnosta parreyssiana
Espèce
Eugnosta parreyssiana est une espèce européenne de lépidoptères (papillons) de la famille des Tortricidae.

## Description
Les ailes antérieures de Eugnosta parreyssiana sont beaucoup plus courtes (6–9 mm) que celles de Eugnosta hydrargyrana (en) (12–14 mm). Les taches argentées de parreyssiana sont mineures, étroites, légèrement allongées et avec des bords arrondis, tandis que chez hydrargyrana, les taches sont grandes, larges et de forme compacte, étroitement disposées, avec les bords des taches voisines presque parallèles. Dans les organes génitaux mâles de parreyssiana, un cornutus est deux fois plus long que l'autre, tandis que pour hydrargyrana, les deux cornuti ont une longueur similaire. Les organes génitaux féminins de parreyssiana ont la partie proximale du stérigme plutôt petite, élancée et les sclérites du corps des bourses sont petites.

## Répartition
Eugnosta parreyssiana se rencontre en Allemagne, en Autriche, en France, en Roumanie, en Russie, en Slovaquie, en Suisse et en Tchéquie.

## Écologie
La chenille se nourrit probablement de Jurinea cyanoides.

## Systématique
Le nom valide complet (avec auteur) de ce taxon est Eugnosta parreyssiana (Duponchel, 1842).
L'espèce a été initialement classée dans le genre Argyroptera sous le protonyme Argyroptera parreyssiana Duponchel, 1842.
Eugnosta parreyssiana a pour synonyme :
- Argyroptera parreyssiana Duponchel, 1842